# Бэйлесс, Джеррид
Джеррид Бэйлесс (англ. Jerryd Bayless; родился 20 августа 1988 года в Финиксе, Аризона, США) — американский профессиональный баскетболист, выступавший в НБА. Играет на позиции разыгрывающего и атакующего защитника. Был выбран на драфте НБА 2008 года в первом раунде под общим 11-м номером командой «Индиана Пэйсерс».

## Карьера в колледже
В свой дебютный сезон за команду Аризонского университета Бэйлесс набирал 19,7 очков (лучший показатель в команде), 2,7 подбора и 4,0 передачи в среднем за игру. Его команда завершила сезон с показателями побед-поражений 19-13 (в том числе 8-10 в Тихоокеанской конференции), включая проигрыш команде университета Западной Виргинии в первом раунде чемпионата NCAA. После этого сезона Бэйлесс решил объявить об участии в драфте НБА 2008 года.

## Профессиональная карьера

### Портленд Трэйл Блэйзерс
На драфте НБА 2008 «Портленд» приобрел права на Бэйлесса (11-й пик драфта) вместе с Айком Диогу в обмен на выбранного под 13-м номером Брендона Раша, а также Джоша Макробертса и Джаррета Джэка. В Летней лиге НБА Бэйлесс получил награду самого ценного игрока, лидируя в лиге с показателем в 29,8 очков за игру. «Портленд», благодаря новичку, одержал три победы в пяти матчах.
23 декабря 2009 года Бэйлесс установил личный рекорд результативности, набрав 31 очко в матче против «Сан-Антонио».

### Нью-Орлеан Хорнетс
23 октября 2010 года Бэйлесс был обменян в «Нью Орлеан» на выбор в первом раунде драфта НБА 2010.

### Торонто Рэпторс
20 ноября 2010 года состоялся обмен между «Торонто» и «Нью-Орлеаном», в результате которого Бэйлесс, Педжа Стоякович плюс деньги оказались в «Рэпторс», а Джаррет Джэк, Дэвид Андерсен и Маркус Бэнкс — в «Хорнетс». 11 декабря 2010 года Бэйлесс повторил свой личный рекорд по набранным очкам (31) в матче с «Детройт Пистонс», тем самым помог «Рэпторс» отыграть 25-очковое отставание и выиграть игру 120—116.

### Мемфис Гриззлис
В июле 2012 года Джеррид подписал контракт с «Мемфис Гриззлис».

### Филадельфия Севенти Сиксерс
13 июля 2016 года подписал контракт с «Филадельфией Севенти Сиксерс».

## Статистика

### Статистика в НБА
| Сезон                                                                                    | Команда     | Регулярный сезон | Регулярный сезон | Регулярный сезон | Регулярный сезон | Регулярный сезон | Регулярный сезон | Регулярный сезон | Регулярный сезон | Регулярный сезон | Регулярный сезон | Регулярный сезон | Серия плей-офф | Серия плей-офф | Серия плей-офф | Серия плей-офф | Серия плей-офф | Серия плей-офф | Серия плей-офф | Серия плей-офф | Серия плей-офф | Серия плей-офф | Серия плей-офф |
| Сезон                                                                                    | Команда     | GP               | GS               | MPG              | FG%              | 3P%              | FT%              | RPG              | APG              | SPG              | BPG              | PPG              | GP             | GS             | MPG            | FG%            | 3P%            | FT%            | RPG            | APG            | SPG            | BPG            | PPG            |
| ---------------------------------------------------------------------------------------- | ----------- | ---------------- | ---------------- | ---------------- | ---------------- | ---------------- | ---------------- | ---------------- | ---------------- | ---------------- | ---------------- | ---------------- | -------------- | -------------- | -------------- | -------------- | -------------- | -------------- | -------------- | -------------- | -------------- | -------------- | -------------- |
| 2008/09                                                                                  | Портленд    | 53               | 0                | 12,4             | 36,5             | 25,9             | 80,6             | 1,1              | 1,5              | 0,3              | 0,0              | 4,3              | 2              | 0              | 5,7            | 33,3           | 0,0            | 66,7           | 0,5            | 0,0            | 0,0            | 0,5            | 3,0            |
| 2009/10                                                                                  | Портленд    | 74               | 11               | 17,6             | 41,4             | 31,5             | 83,1             | 1,6              | 2,3              | 0,4              | 0,1              | 8,5              | 6              | 2              | 27,6           | 43,1           | 40,0           | 79,2           | 2,7            | 3,8            | 0,3            | 0,0            | 13,5           |
| 2010/11                                                                                  | Нью-Орлеан  | 11               | 0                | 13,5             | 34,7             | 21,4             | 76,5             | 1,4              | 2,5              | 0,2              | 0,1              | 4,5              | Не участвовал  | Не участвовал  | Не участвовал  | Не участвовал  | Не участвовал  | Не участвовал  | Не участвовал  | Не участвовал  | Не участвовал  | Не участвовал  | Не участвовал  |
| 2010/11                                                                                  | Торонто     | 60               | 14               | 22,4             | 42,9             | 34,8             | 81,0             | 2,5              | 4,0              | 0,6              | 0,1              | 10,0             | Не участвовал  | Не участвовал  | Не участвовал  | Не участвовал  | Не участвовал  | Не участвовал  | Не участвовал  | Не участвовал  | Не участвовал  | Не участвовал  | Не участвовал  |
| 2011/12                                                                                  | Торонто     | 31               | 11               | 22,7             | 42,4             | 42,3             | 85,2             | 2,1              | 3,8              | 0,8              | 0,1              | 11,4             | Не участвовал  | Не участвовал  | Не участвовал  | Не участвовал  | Не участвовал  | Не участвовал  | Не участвовал  | Не участвовал  | Не участвовал  | Не участвовал  | Не участвовал  |
| 2012/13                                                                                  | Мемфис      | 80               | 4                | 22,1             | 41,9             | 35,3             | 83,6             | 2,2              | 3,3              | 0,7              | 0,2              | 8,7              | 15             | 0              | 21,3           | 35,8           | 30,5           | 88,5           | 2,0            | 2,1            | 0,5            | 0,3            | 9,3            |
| 2013/14                                                                                  | Мемфис      | 31               | 5                | 21,0             | 37,7             | 30,1             | 78,9             | 1,9              | 2,1              | 0,6              | 0,2              | 8,1              | Не участвовал  | Не участвовал  | Не участвовал  | Не участвовал  | Не участвовал  | Не участвовал  | Не участвовал  | Не участвовал  | Не участвовал  | Не участвовал  | Не участвовал  |
| 2013/14                                                                                  | Бостон      | 41               | 14               | 25,3             | 41,8             | 39,5             | 80,3             | 2,1              | 3,1              | 1,0              | 0,1              | 10,1             | Не участвовал  | Не участвовал  | Не участвовал  | Не участвовал  | Не участвовал  | Не участвовал  | Не участвовал  | Не участвовал  | Не участвовал  | Не участвовал  | Не участвовал  |
| 2014/15                                                                                  | Милуоки     | 77               | 4                | 22,3             | 42,6             | 30,8             | 88,3             | 2,7              | 3,0              | 0,8              | 0,2              | 7,8              | 6              | 0              | 20,0           | 34,3           | 28,6           | 76,5           | 2,5            | 3,0            | 0,3            | 0,3            | 6,5            |
| 2015/16                                                                                  | Милуоки     | 52               | 18               | 28,9             | 42,3             | 43,7             | 77,8             | 2,7              | 3,1              | 0,9              | 0,2              | 10,4             | Не участвовал  | Не участвовал  | Не участвовал  | Не участвовал  | Не участвовал  | Не участвовал  | Не участвовал  | Не участвовал  | Не участвовал  | Не участвовал  | Не участвовал  |
| 2016/17                                                                                  | Филадельфия | 3                | 1                | 23,8             | 34,4             | 40,0             | 90,0             | 4,0              | 4,3              | 0,0              | 0,0              | 11,0             | Не участвовал  | Не участвовал  | Не участвовал  | Не участвовал  | Не участвовал  | Не участвовал  | Не участвовал  | Не участвовал  | Не участвовал  | Не участвовал  | Не участвовал  |
| 2017/18                                                                                  | Филадельфия | 39               | 11               | 23,7             | 41,6             | 37,0             | 79,5             | 2,1              | 1,4              | 0,6              | 0,2              | 7,9              | 1              | 0              | 1,7            | -              | -              | -              | 0,0            | 0,0            | 0,0            | 0,0            | 0,0            |
| 2018/19                                                                                  | Миннесота   | 34               | 6                | 19,3             | 35,7             | 29,6             | 57,1             | 1,8              | 3,5              | 0,5              | 0,1              | 6,1              | Не участвовал  | Не участвовал  | Не участвовал  | Не участвовал  | Не участвовал  | Не участвовал  | Не участвовал  | Не участвовал  | Не участвовал  | Не участвовал  | Не участвовал  |
|                                                                                          | Всего       | 586              | 99               | 21,3             | 41,1             | 36,1             | 81,8             | 2,1              | 2,9              | 0,6              | 0,1              | 8,4              | 30             | 2              | 20,6           | 37,4           | 31,7           | 81,4           | 2,1            | 2,4            | 0,4            | 0,3            | 8,8            |
| Наведите курсор мыши на аббревиатуры в заголовке таблицы, чтобы прочесть их расшифровку. |             |                  |                  |                  |                  |                  |                  |                  |                  |                  |                  |                  |                |                |                |                |                |                |                |                |                |                |                |

### Статистика в колледже
| Сезон                                                                                   | Команда | GP | GS | MPG  | FG%  | 3P%  | FT%  | RPG | APG | SPG | BPG | PPG  |  |
| --------------------------------------------------------------------------------------- | ------- | -- | -- | ---- | ---- | ---- | ---- | --- | --- | --- | --- | ---- |  |
| 2007/08                                                                                 | Аризона | 30 | 30 | 35,7 | 45,8 | 41,0 | 83,9 | 2,7 | 4,0 | 1,0 | 0,1 | 19,7 |  |
|                                                                                         | Всего   | 30 | 30 | 35,7 | 45,8 | 41,0 | 83,9 | 2,7 | 4,0 | 1,0 | 0,1 | 19,7 |  |
| Наведите курсор мыши на аббревиатуры в заголовке таблицы, чтобы прочесть их расшифровку |         |    |    |      |      |      |      |     |     |     |     |      |  |